# Prolesophanta dyeri
Prolesophanta dyeri är en snäckart som först beskrevs av Petterd 1879.  Prolesophanta dyeri ingår i släktet Prolesophanta och familjen Rhytididae. Inga underarter finns listade i Catalogue of Life.